# Mycoplasma putrefaciens
Mycoplasma putrefaciens è una specie di batterio appartenente alla famiglia delle Mycoplasmataceae.